# Merismodes
Merismodes es un género de hongo en la familia Niaceae. El género tiene una amplia distribución y contiene 20 especies.